# Unione Sportiva Arezzo 1971-1972
Questa voce raccoglie le informazioni riguardanti l'Unione Sportiva Arezzo nelle competizioni ufficiali della stagione 1971-1972.

## Rosa
| N. |                   | Ruolo | Calciatore                |
| -- | ----------------- | ----- | ------------------------- |
|    | Italia (bandiera) | C     | Lorenzo Barlassina        |
|    | Italia (bandiera) | C     | Bruno Beatrice            |
|    | Italia (bandiera) | A     | Giovan Battista Benvenuto |
|    | Italia (bandiera) | D     | Giovanni Bertini          |
|    | Italia (bandiera) | C     | Giancarlo Bianchini       |
|    | Italia (bandiera) | C     | Pietro Camozzi            |
|    | Italia (bandiera) | P     | Gianni Candussi           |
|    | Italia (bandiera) | D     | Luigi Farina              |
|    | Italia (bandiera) | A     | Gian Paolo Galuppi        |
|    | Italia (bandiera) | P     | Pier Luigi Grandini       |

| N. |                   | Ruolo | Calciatore         |
| -- | ----------------- | ----- | ------------------ |
|    | Italia (bandiera) | A     | Francesco Graziani |
|    | Italia (bandiera) | A     | Gianpaolo Incerti  |
|    | Italia (bandiera) | P     | Avelino Moriggi    |
|    | Italia (bandiera) | C     | Domenico Neri      |
|    | Italia (bandiera) | D     | Elio Parolini      |
|    | Italia (bandiera) | C     | Diego Pupo         |
|    | Italia (bandiera) | C     | Roberto Quadalti   |
|    | Italia (bandiera) | A     | Luigi Tonani       |
|    | Italia (bandiera) | D     | Benvenuto Vergani  |
|    | Italia (bandiera) | D     | Mario Zahtila      |

## Risultati

### Serie B

#### Girone di andata
| 26 settembre 1971 1ª giornata | Catania | 1 – 1 | Arezzo |  |

| 3 ottobre 1971 2ª giornata | Arezzo | 1 – 1 | Perugia |  |

| 10 ottobre 1971 3ª giornata | Bari | 2 – 0 | Arezzo |  |

| 17 ottobre 1971 4ª giornata | Livorno | 1 – 0 | Arezzo |  |

| 24 ottobre 1971 5ª giornata | Arezzo | 0 – 1 | Reggina |  |

| 10 gennaio 1999 6ª giornata | Taranto | 1 – 0 | Arezzo |  |

| 7 novembre 1971 7ª giornata | Arezzo | 2 – 2 | Lazio |  |

| 14 novembre 1971 8ª giornata | Arezzo | 1 – 0 | Modena |  |

| 21 novembre 1971 9ª giornata | Foggia | 2 – 1 | Arezzo |  |

| 28 novembre 1971 10ª giornata | Arezzo | 1 – 1 | Genoa |  |

| 5 dicembre 1971 11ª giornata | Reggiana | 2 – 0 | Arezzo |  |

| 12 dicembre 1971 12ª giornata | Arezzo | 1 – 0 | Novara |  |

| 19 dicembre 1971 13ª giornata | Palermo | 0 – 0 | Arezzo |  |

| 26 dicembre 1971 14ª giornata | Brescia | 2 – 0 | Arezzo |  |

| 2 gennaio 1972 15ª giornata | Arezzo | 0 – 0 | Ternana |  |

| 9 gennaio 1972 16ª giornata | Como | 0 – 0 | Arezzo |  |

| 16 gennaio 1972 17ª giornata | Sorrento | 0 – 0 | Arezzo |  |

| 23 gennaio 1972 18ª giornata | Arezzo | 3 – 0 | Monza |  |

| 30 gennaio 1972 19ª giornata | Arezzo | 1 – 1 | Cesena |  |

#### Girone di ritorno
| 13 febbraio 1972 20ª giornata | Arezzo | 2 – 0 | Catania |  |

| 20 febbraio 1972 21ª giornata | Perugia | 1 – 0 | Arezzo |  |

| 27 febbraio 1972 22ª giornata | Arezzo | 1 – 0 | Bari |  |

| 5 marzo 1972 23ª giornata | Arezzo | 1 – 0 | Livorno |  |

| 12 marzo 1972 24ª giornata | Reggina | 3 – 0 | Arezzo |  |

| 19 marzo 1972 25ª giornata | Arezzo | 1 – 0 | Taranto |  |

| 26 marzo 1972 26ª giornata | Lazio | 2 – 0 | Arezzo |  |

| 2 aprile 1972 27ª giornata | Modena | 2 – 2 | Arezzo |  |

| 9 aprile 1972 28ª giornata | Arezzo | 0 – 0 | Foggia |  |

| 16 aprile 1972 29ª giornata | Genoa | 1 – 3 | Arezzo |  |

| 23 aprile 1972 30ª giornata | Arezzo | 1 – 1 | Reggiana |  |

| 30 aprile 1972 31ª giornata | Novara | 2 – 0 | Arezzo |  |

| 7 maggio 1972 32ª giornata | Arezzo | 1 – 1 | Palermo |  |

| 14 maggio 1972 33ª giornata | Arezzo | 0 – 0 | Brescia |  |

| 21 maggio 1972 34ª giornata | Ternana | 2 – 2 | Arezzo |  |

| 28 maggio 1972 35ª giornata | Arezzo | 0 – 0 | Como |  |

| 4 giugno 1972 36ª giornata | Arezzo | 1 – 2 | Sorrento |  |

| 11 giugno 1972 37ª giornata | Monza | 1 – 1 | Arezzo |  |

| 18 giugno 1972 38ª giornata | Cesena | 2 – 0 | Arezzo |  |

## Statistiche

### Statistiche di squadra
| Competizione | Punti | In casa | In casa | In casa | In casa | In casa | In casa | In trasferta | In trasferta | In trasferta | In trasferta | In trasferta | In trasferta | Totale | Totale | Totale | Totale | Totale | Totale | DR  |
| Competizione | Punti | G       | V       | N       | P       | Gf      | Gs      | G            | V            | N            | P            | Gf           | Gs           | G      | V      | N      | P      | Gf     | Gs     | DR  |
| ------------ | ----- | ------- | ------- | ------- | ------- | ------- | ------- | ------------ | ------------ | ------------ | ------------ | ------------ | ------------ | ------ | ------ | ------ | ------ | ------ | ------ | --- |
| Serie B      | 33    | 19      | 7       | 10      | 2       | 18      | 10      | 19           | 1            | 7            | 11           | 10           | 27           | 38     | 8      | 17     | 13     | 28     | 37     | -9  |
| Coppa Italia | 3     | 2       | 0       | 1       | 1       | 0       | 1       | 2            | 0            | 2            | 0            | 4            | 4            | 4      | 0      | 3      | 1      | 4      | 5      | -1  |
| Totale       |       | 21      | 7       | 11      | 3       | 18      | 11      | 21           | 1            | 9            | 11           | 14           | 31           | 42     | 8      | 20     | 14     | 32     | 42     | -10 |

### Statistiche dei giocatori
| Giocatore      | Serie B  | Serie B | Coppa Italia | Coppa Italia | Totale   | Totale |
| Giocatore      | Presenze | Reti    | Presenze     | Reti         | Presenze | Reti   |
| -------------- | -------- | ------- | ------------ | ------------ | -------- | ------ |
| L. Barlassina  | 34       | 4       | ?            | ?            | 34+      | 4+     |
| B. Beatrice    | 35       | 0       | ?            | ?            | 35+      | 0+     |
| G.B. Benvenuto | 27       | 2       | ?            | ?            | 27+      | 2+     |
| G. Bertini     | 7        | 0       | ?            | ?            | 7+       | 0+     |
| G. Bianchini   | 14       | 1       | ?            | ?            | 14+      | 1+     |
| P. Camozzi     | 28       | 2       | ?            | ?            | 28+      | 2+     |
| G. Candussi    | 6        | -9      | ?            | ?            | 6+       | -9+    |
| L. Farina      | 35       | 0       | ?            | ?            | 35+      | 0+     |
| G. Galuppi     | 31       | 6       | ?            | ?            | 31+      | 6+     |
| P. Grandini    | 6        | -8      | ?            | ?            | 6+       | -8+    |
| F. Graziani    | 12       | 2       | ?            | ?            | 12+      | 2+     |
| G. Incerti     | 32       | 9       | ?            | ?            | 32+      | 9+     |
| A. Moriggi     | 26       | -20     | ?            | ?            | 26+      | -20+   |
| D. Neri        | 3        | 1       | ?            | ?            | 3+       | 1+     |
| E. Parolini    | 32       | 0       | ?            | ?            | 32+      | 0+     |
| D. Pupo        | 24       | 0       | ?            | ?            | 24+      | 0+     |
| R. Quadalti    | 6        | 0       | ?            | ?            | 6+       | 0+     |
| L. Tonani      | 38       | 0       | ?            | ?            | 38+      | 0+     |
| B. Vergani     | 37       | 0       | ?            | ?            | 37+      | 0+     |
| M. Zahtila     | 18       | 0       | ?            | ?            | 18+      | 0+     |